# Metadorcus rotundatus
Metadorcus rotundatus es una especie de coleóptero de la familia Lucanidae.

## Distribución geográfica
Habita en Uruguay y Brasil.